# Jin Air
Jin Air Co. Ltd — бюджетна авіакомпанія в Південній Кореї. Є дочірньою компанією Korean Air. Jin Air почала виконувати рейси між регіонами Південної Кореї в липні 2008 року. У жовтні 2009 року Jin Air запустила рейси в Макао, Гуам та Бангкок. Її штаб-квартира розташовується в Сеулі, в районі Динчхондон, Кансогу.

## Флот
На момент запуску компанія Jin Air мала 4 судна Boeing 737-800, оснащених 180-189 місцями одного класу. Пізніше кількість було збільшено до 8.
Також в авіакомпанії експлуатуються літаки Boeing 777-200ER.